# Drvar

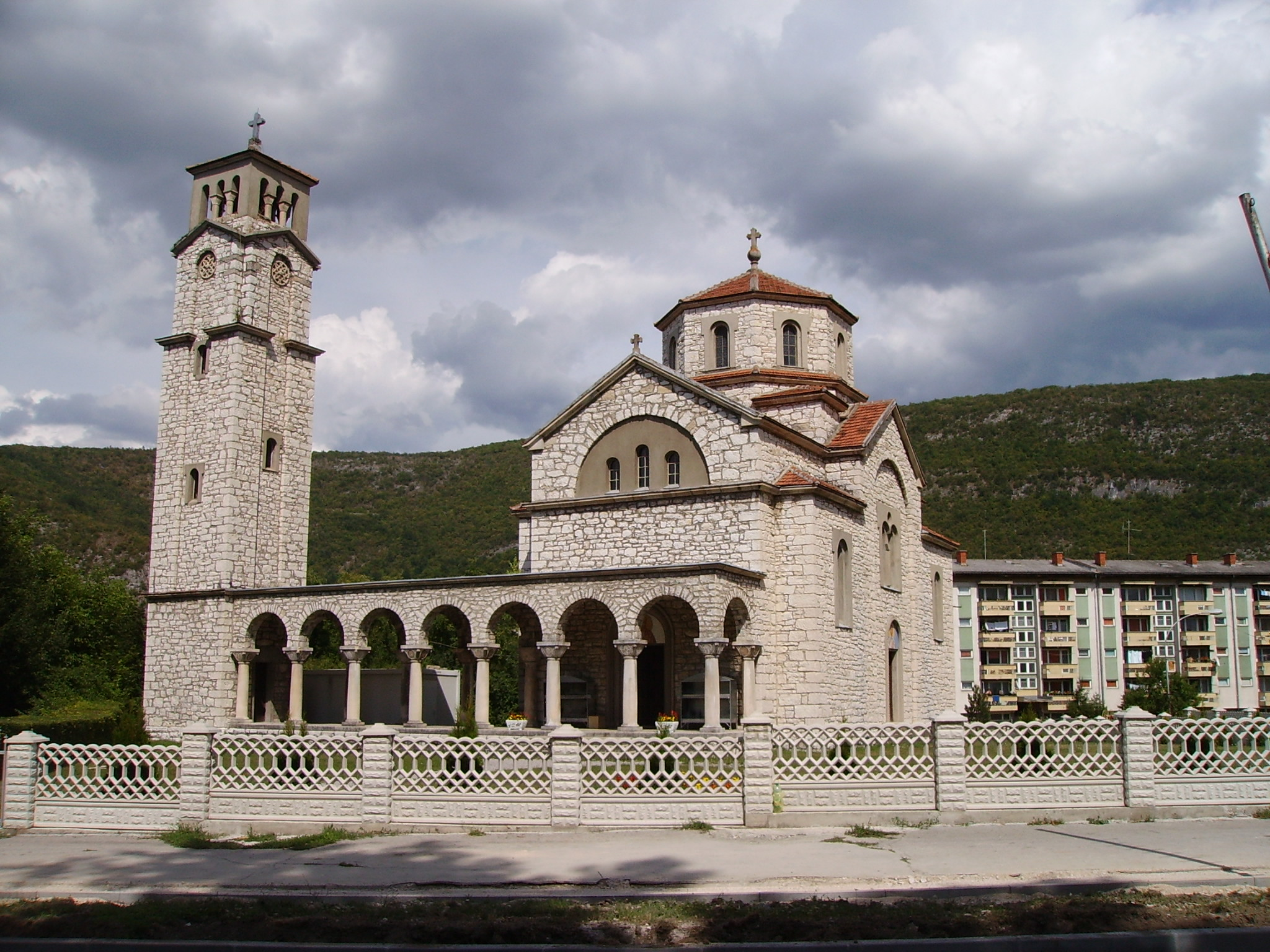
Die Serbisch-orthodoxe Kirche Hl. Sava im Stadtzentrum

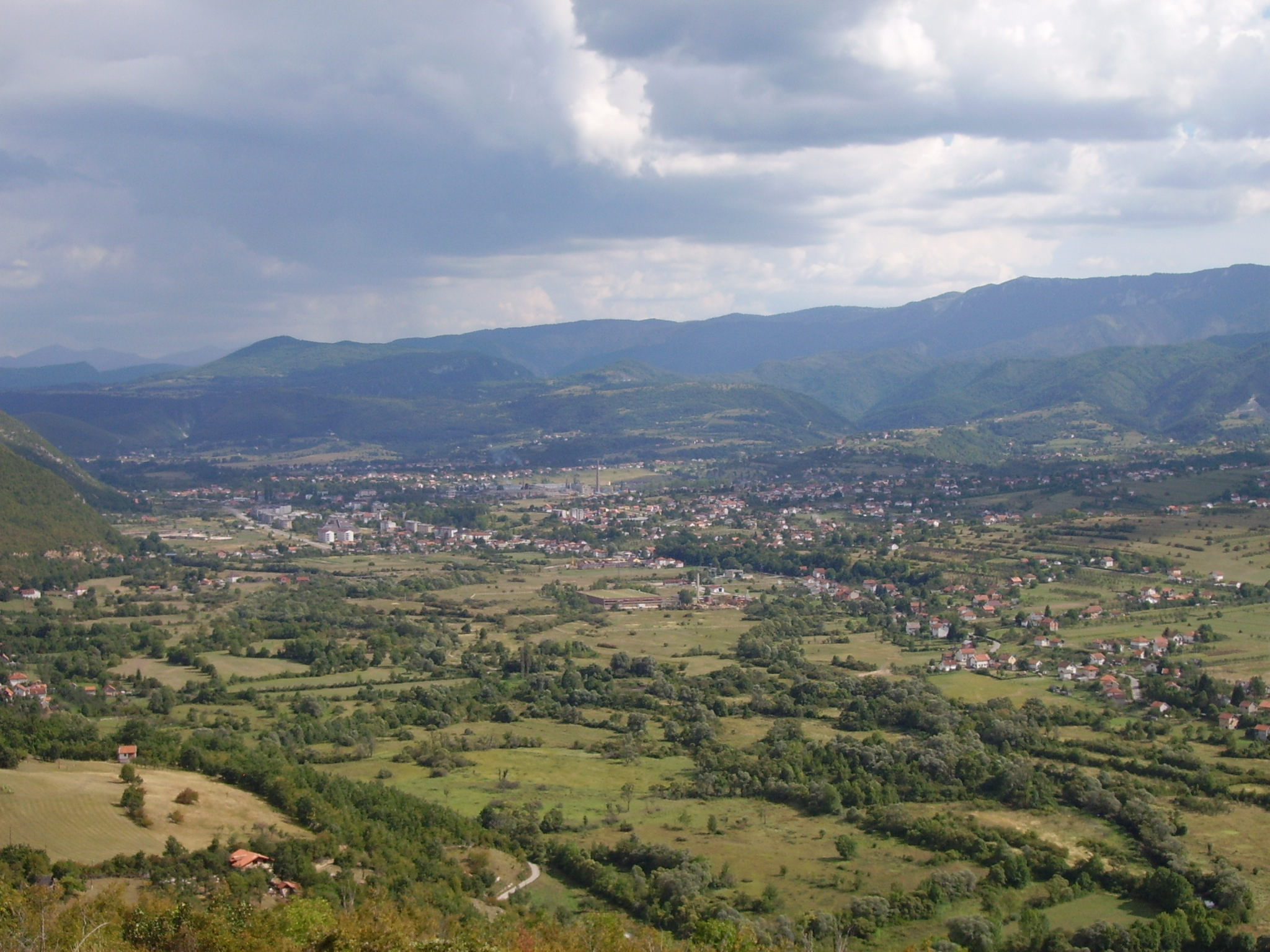
Blick auf die Stadt

Drvar (serbisch-kyrillisch Дрвар) ist eine Kleinstadt und gleichnamige Gemeinde im Westen von Bosnien und Herzegowina. Sie liegt am Unac, einem rechten Nebenfluss der Una im Kanton 10 der Föderation Bosnien und Herzegowina.
Der Name der Stadt stammt vom serbokroatischen Wort drvo für „Holz“. Zeitweise trug Drvar den Namen Titov Drvar.

## Geographie
Drvar liegt in einem Talkessel des Unac zwischen den bewaldeten Gebirgsketten Osječenica (1791 m) im Nordwesten, Klekovača (1961 m) im Nordosten sowie Vijenac (1539 m) im Süden. Die Stadt ist etwa 12 km Luftlinie von der kroatischen Grenze entfernt. Die Entitätengrenze zur Republika Srpska verläuft auf dem 10 km entfernten Kamm der Klekovača.

## Bevölkerung
Vor dem Bosnienkrieg stellten bosnische Serben die Mehrheit der Bevölkerung von Drvar. Die Stadt hatte 1991 etwa 8000 Einwohner, die Gemeinde etwa 17.000.
Aufgrund der Vertreibungen und Umsiedlungen im Krieg stellten die Kroaten 1998 die Bevölkerungsmehrheit. Bis 2005 waren viele der geflohenen Einwohner wieder zurückgekehrt, so dass die Mehrheitsverhältnisse wieder denen der Vorkriegszeit ähneln. Die Gesamteinwohnerzahl der Gemeinde lag zur Volkszählung 2013 jedoch nur noch bei etwa 7.000 und ist damit weniger als halb so groß wie vor dem Krieg. Von den Einwohnern der Gemeinde bezeichneten sich 91,2 % als Serben und 7,8 % als Kroaten.

## Geschichte
Von 1936 bis 1939 wurde im Stadtzentrum die serbisch-orthodoxe Kirche Heilige Sava erbaut. Im Zweiten Weltkrieg hatte die Partisanenarmee von Josip Broz Tito eines ihrer Hauptquartiere in den Bergen bei Drvar. Im Mai 1944 versuchten SS und Wehrmacht beim Unternehmen Rösselsprung vergeblich, Tito und die Führung der Partisanen festzusetzen. Das Versteck Titos kann heute noch besichtigt werden.
Nach dem Zusammenbruch Jugoslawiens wurde das überwiegend von Serben bewohnte Drvar zunächst von der Republika Srpska kontrolliert, im August 1995 jedoch von kroatischen Truppen eingenommen. Die serbische Bevölkerung floh aus der wenig zerstörten Stadt. Nach dem Vertrag von Dayton kam diese zur Föderation. Die neuen Einwohner waren fast ausschließlich Kroaten. Der Versuch 350 bosnischer Serben, im Oktober 1996 in ihre Heimat zurückzukehren, wurde von den damaligen Einwohnern der Stadt vereitelt. Im Mai 1997 kam es zur kontrollierten Zerstörung ehemals serbisch bewohnter Häuser, um eine Rückkehr unmöglich zu machen.
1998 kam es zu Plünderungen und Ausschreitungen im Rahmen der Rückführung serbischer Flüchtlinge. Dabei kamen mindestens zwei Menschen zu Tode, die SFOR stellte die Ruhe wieder her.

## Wirtschaft
Die Gemeinde ist landwirtschaftlich geprägt. Eine besondere Rolle spielt angesichts der ausgedehnten Wälder in der Umgebung die Holzwirtschaft.

### Verkehr
Drvar liegt an der Magistralstraße 14-2 (Bosanski Petrovac–Bosansko Grahovo) nördlich des Pločapasses (985 m). Weitere Straßen führen nördlich der Unac-Schlucht nach Bihać und nach Osten durch das Tal nach Prekaja.
Eine Bahnanbindung gibt es nicht mehr. Drvar hatte bis 1978 einen Bahnhof der schmalspurigen Steinbeisbahn von Prijedor und Jajce nach Lička Kaldrma.
Die Bahnverbindungen wurden in mehreren Etappen eingestellt. Am 1. Juni 1969 die Verbindung nach Jaice, am 1. Juni 1975 die Verbindung nach Prijedor und am 28. Mai 1978 die letzte Verbindung nach Licka Kaldrma.

## Persönlichkeiten
- Nikola Špirić (* 1956), Politiker, Ministerpräsident von Bosnien und Herzegowina
- Saša Matić (* 1978), Folksänger
- Marinko Kelečević (1985–2011), Handballspieler
- Milan Rodić (* 1991), Fußballspieler